# Frederick E. Morgan
Pour les articles homonymes, voir Frederick Morgan et Morgan.
Frederick E. Morgan (5 février 1894 - 19 mars 1967) est un officier de l'armée britannique de la Seconde Guerre mondiale, surtout connu pour avoir été le premier, comme chef du COSSAC, responsable de l'opération Overlord, du débarquement en Normandie et de l'établissement d'un nouveau front à l'Ouest. Il était présent lors de la signature de l'Acte de capitulation du Troisième Reich à Reims.